# Anania griseofascialis
Anania griseofascialis là một loài bướm đêm trong họ Crambidae.